# Берегове (Одеський район)
Берегове́ (до 30 грудня 1967 Кошари) — село Усатівської сільської громади в Одеському районі Одеської області в Україні. Населення становить 47 осіб.

## Населення
Згідно з переписом 1989 року населення села становило 43 особи, з яких 21 чоловік та 22 жінки.
За переписом населення 2001 року в селі мешкало 36 осіб.

### Мова
Розподіл населення за рідною мовою за даними перепису 2001 року:
| Мова       | Кількість | Відсоток |
| ---------- | --------- | -------- |
| українська | 38        | 80.85%   |
| російська  | 9         | 19.15%   |
| Усього     | 47        | 100%     |